# Нивис (Минесота)
Нивис (енгл. Nevis) град је у америчкој савезној држави Минесота.

## Демографија
По попису из 2010. године број становника је 390, што је 26 (7,1%) становника више него 2000. године.
| Група             | 2000.       | 2010.       |
| Белци             | 351 (96,4%) | 372 (95,4%) |
| Афроамериканци    | 0 (0,0%)    | 1 (0,3%)    |
| Азијати           | 0 (0,0%)    | 0 (0,0%)    |
| Хиспаноамериканци | 6 (1,6%)    | 2 (0,5%)    |
| Укупно            | 364         | 390         |